# Михаило Марковић
Михаило Марковић (Београд, 24. фебруар 1923 — Београд, 7. фебруар 2010) био је српски филозоф, универзитетски професор, теоретичар и академик. Марковић је био један од најзначајнијих српских филозофа и логичара XX века марксистичко-хуманистичке оријентације, академик САНУ и у неколико наврата професор филозофије на еминентним универзитетима у Сједињеним Америчким Државама.

## Биографија
Рођен је од оца Милутина и мајке Милеве. Завршио је Другу београдску гимназију 1941. године. Учествовао је у Другом светском рату и био капетан ЈНА. Дипломирао је филозофију на Филозофском факултету у Београду 1950. године. На истом факултету је 1951. изабран за асистента, а 1953. за предавача на предмету Логика (касније је предавао и Општу методологију. Докторирао је 1955. у Београду са темом Формализам у савременој логици, и у Лондону 1956. године са темом The Concept of Logic, (Појам логике). На Филозофском факултету је изабран за доцента 1956. године, за ванредног професора 1958. године, за редовног професора 1963. године. Декан Филозофског факултета је био 1966/67. године и шеф Катедре за логику и методологију од 1962. до 1975. Био је управник Института за филозофију 1967 — 1975. Филозофског факултета у Београду. Политички је суспендован са Факултета 1975, а отпуштен 1981. године. Био је научни саветник у Центру за филозофију и друштвену теорију Института друштвених наука у Београду, од 1981. до 1986. Један од оснивача Института за филозофију и друштвену теорију Универзитета у Београду. Пензионисан је 1986. године.
За дописног члана Српске академије наука и уметности (САНУ) изабран је 1963. године, а за редовног 1983. године. Био је секретар Одељења друштвених наука САНУ од 28. маја 1998. до 2. октобра 2001. и члан Председништва САНУ од 30. маја 2002. до своје смрти 7. фебруара 2010. Био је представник САНУ у Међународној академској унији у Бриселу. Био је члан Европске академије наука и уметности у Салцбургу од 1993. године.
Написао је више књига, од којих неке као што су Дијалектичка теорија значења (1961) и Филозофски основи науке (1981), спадају у светску филозофску баштину. Сарађивао је у највећој светској енциклопедији филозофије коју је издала издавачка кућа МекМилан из Њујорка 1969.
Михаило Марковић је предавао на више универзитета у Европи, Канади и САД. Био је председник Југословенског удружења за филозофију (1960—62), један од организатора Корчуланске летње школе у 1960-им, члан Савета знаменитог филозофског часописа „Праксис” и многих других стручних часописа.
Постао је почасни доктор Универзитета у Лондону 1985. године. Добитник је Седмојулске награде 1962. године за дело „Дијалектичка теорија значења“. Октобарску награду града Београда добио је 1989. године. Осим тога добитник је Медаље за храброст, Ордена заслуга за народ 3. реда, Ордена братства и јединства 2. реда, Ордена рада 3. реда.
Добрица Ћосић му је посветио поглавље у свом роману Пријатељи. Ћосић је сматрао Михаила Марковића најугледнијим српским филозофом и најзначајнијим социјалистом друге половине двадесетом столећа.
Његов син је познати математичар Зоран Марковић, осим њега имао је и старијег сина Владимира Јевтовића, познатог професора глуме на ФДУ.
Преминуо је у Ургентном центру у Београду 7. фебруара 2010. године.

## Детињство и школовање
Академик Михаило Марковић рођен је 24. фебруара 1923. године у Београду. Његов отац  Милутин био је графички радник пореклом с Кордуна (рођен и детињство провео у Вељуну), отишао је као младић у Америку, тамо је научио графички занат и постао члан револуционарне организације „Индустријски радници света“(IWW). Мајка Милева, рођена Пауновић, поред Михаила родила је још два сина: Момчила и Душана који су обојица били официри, авијатичари.
У свом родитељском дому Михаило је затекао обимну очеву библиотеку и грамофонске плоче и рано је стекао солидно опште и музичко образовање и научио енглески језик. Похађао је основну школу „Цар Душан“ на Звездари (1929—1933), затим Другу мушку београдску гимназију (1933—1941). Матурирао је у јуну 1941, непосредно после окупације Краљевине Југославије.
Већ у гимназији постао је члан СКОЈ-а и од почетка се укључио у Народно-ослободилачки покрет. У пролеће 1944. је организовао одлазак осамдесетак београдских омладинаца на слободну територију у Јабланици. И сам је ступио у Народно-ослободилачку војску 29. маја 1944. Демобилисан је у чину капетана I класе тек у децембру 1949. У међувремену, поред официрске службе студирао је филозофију и учествовао на шаховским такмичењима. Титулу шаховског мајстора освојио је на II Шампионату  државе у шаху у Загребу 1946. Дипломирао је на групи за филозофију Филозофског факултета 1950. године, са средњом оценом 10. Дипломски рад од преко 300 страна написао је на врло амбициозну тему Апсолутно и релативно у дијалектичким законима. Рад је одбрањен пред професором Душаном Недељковићем.
Одмах је примљен да ради на Одељењу за филозофију, а већ 1951. је изабран за асистента. Као студент је почео да објављује чланке у Политици, Универзитетском гласнику и Нин-у, а затим и крупније расправе у часопису Филозофски преглед. У пролеће 1951. организован је први послератни конгрес Српског филозофског друштва, на коме је одржао критички реферат о совјетској филозофији. Тај рад је Научна књига 1952. године штампала под насловом Ревизија филозофског основа марксизма у Совјетском Савезу.
Исте године је Михаило Марковић, почео рад на својој докторској дисертацији Формализам у савременој логици, коју је одбранио у Београду 1955. године, пред комисијом у којој су били професори: Владимир Филиповић (са Загребачког свеучилишта и) Милош Ђурић, Бора Стевановић и Вељко Кораћ. У међувремену, 1953. године добио је стипендију Министарства просвете Србије за специјализацију у Енглеској. Провео је годину дана на Лондонском универзитетском колеџу код професора А. Џ. Ајера, који му је 1955. понудио стипендију Лондонског универзитета за завршетак рада на докторату. У јула 1956. године одбранио је и другу дисертација под насловом The Concept Of Logic (Појам логике). Лондонску дисертацију је одбранио пред комисијом у којој су били А. Џ. Ајер и (P.F.Strawson).

## Наставни рад на универзитетима у земљи и иностранству
Михаило Марковић је на Филозофском факултету у Београду изабран за доцента 1956. а већ 1958. за ванредног професора. За редовног професора је изабран 1963. пошто је 1961. објавио капитално дело Дијалектичка теорија значења, које је 1962. добило Седмојулску награду, а на енглеском језику се појавило у Холандији (Reidel,Dordrecht,1984). Исте 1963. године је изабран за дописног члана Српске академије наука и уметности. 
На Одељењу за филозофију Филозофског факултета Марковић је од 1953-1974. предавао: Логику, Филозофију науке, Методологију научног истраживања. У иностранству је углавном предавао Социјалну и политичку филозофију. Јануара 1975. заједно са седам својих колега с Одељења за филозофију суспендован је из наставе, а јануара 1981. отпуштен са Филозофског факултета у Београду, одлуком Скупштине СР Србије. Растуће незадовољство власти је било изазвано објављивањем критичких текстова у часописима Праксис и Филозофија. Због протеста светске научне јавности, враћени су на Универзитет, на Институт друштвених наука, с правом да се баве научно-истраживачким радом, али без права на наставу. Од тада до 1990. године Михаило Марковић је предавао искључиво на страним универзитетима. 
После докторских студија у Лондону (1953—1954 и 1955-1956) први дужи боравак у иностранству био је 1961-1962. кад је добио стипендију Фордове фондације и обишао све веће универзитете у САД- од Харварда и Јела од Колумбије, Мичигена, Корнела, Минесоте, Лос Анђелеса и Берклија. Везе и пријатељства које је том приликом створио омогућила су бројне позиве на краћа и дужа гостовања. Године 1969-1970. био је гостујући професор на Мичигенском универзитету у Ен Арбору, док је у периоду 1972-1990 готово сваке године проводио један семестар или целу школску годину на Пенсилванијском универзитету у Филаделфији. Предавао је последипломске курсеве из Политичке филозофије и, по жељи домаћина један курс из Марксове теорије и идеологија које су из ње настале.
Поред тога је држао предавања и семинаре на бројним универзитетима у Европи, САД, Канади, Мексику, Костарики, Аргентини, Мароку, Кенији, Турској, Кини и Јапану.

## Научноистраживачки рад
Позната дела: Логика(1954), Појам логике(1956. на енглеском), Формализам у савременој логици(1958).Дијалектичка теорија значења (1961), Филозофски основи науке(1982), Критичка друштвена наука(1994), Хуманизам и дијалектика(1967), Преиспитивања(1972), From affluence to praxis(1974),Етика и политика(1994),Хуманистички смисао друштвене теорије(1994),Слобода и пракса (1997),Филозофски сусрети(2003).
Био је оснивач и први директор Филозофског института на Филозофском факултету у Београду(1967-1975).
Био је уредник часописа Praxis International, који је излазио и Оксфорду (1980—1989).и члан редакције Праксиса (1963-1975),и часописа  Filosofia (Торино), Neues Torum,(Беч) Critiqe(Глазгов), Philosophy and Social Criticism(Бостон),The Philosophical Forum(Бостон)
Постао је члан Аристотеловског друштва у Лондону 1953. Био је ангажован у раду Бертранд Расел фондације од 1970. и објавио неколико публикација у њој. Учествовао у раду Међународне академије за мир. 
Био је члан Југословенске Пагвашке групе од 1966-1971. Године 1980. био је директор истраживања на Ecole normale Superieure, Париз. 
У Међународни филозофски институт са седиштем у Паризу изабран је 1974. године
Универзитет у Лунду му је 1985. доделио почасни докторат.
Педагошки покрет Југославије доделио му је награду за животно дело у филозофији, Др.Бранислав Петронијевић.
Изабран је за члана Европске академије 1993. године.
Удружење универзитетских професора и научника Србије доделило му је 2000. године плакету проф. Др. Војислав Стојановић „за изузетне резултате постигнуте у истраживачком раду“.
И многе друге награде и признања.

## Политичка каријера
Током 1960-их Марковић је постао један од главних критичара Јосипа Броза Тита и Савеза комуниста Југославије, учесник и стратег демонстрација 1968. на Београдском универзитету. У јануару 1975. је из политичких разлога суспендован на Филозофском факултету и потом постао један од познатијих дисидената. 1980-их био је један од аутора Меморандума САНУ о позицији српског народа у југословенској федерацији.
Михаило Марковић је био један од оснивача Социјалистичке партије Србије (СПС) и аутор програмских начела СПС, важио је за идеолога партије док новембра 1995. није био искључен из СПС. Разлог за искључење било је његово супротстављање оснивању Југословенске левице (ЈУЛ) странке којом је руководила Мира Марковић. 2002. године је био у организационом одбору странке коју је формирао Бранислав Ивковић, али ју је напустио пре завршетка оснивачког конгреса, а у новембру 2004. био је сведок одбране на суђењу Слободану Милошевићу у Хашком трибуналу. Последњих година политички се ангажовао у странци Александра Вулина, Покрет социјалиста, чији је програм и написао.

### Филозофске студије
- Логика, 1956, више издања до 1992.
- Формализам у савременој логици, дисертација, 1957, 1962.
- Дијалектичка теорија значења, 1961, 1971.
- Детерминизам и слобода
- Хуманизам и дијалектика, 1967.
- Dialektik der Praxis, Suhrkamp Verlag, Frankfurt am Main, 1968.
- Philosophy and Social Criticism, Ann Arbor, 1974.
- Dialectical Theory of Meaning, Dordrecht, 1984.
- Филозофски основи науке, 1981.
- Слобода и пракса, 1981.
- Изабрана дела, БИГЗ, Генес-С штампа, Просвета, СКЗ, Београд, 1994.
- Јуриш на небо, .

Низ његових дела преведен је у иностранству.

## Награде и признања
- Медаља за храброст
- Орден заслуга за народ 3 реда
- Орден братства и јединства 2 реда
- Орден рада 3. реда.
- Седмојулска награда СР Србије, 1962 (за дело „Дијалектичка теорија значења")
- Почасни доктор Универзитета у Лондону, 1985.
- Октобарска награда Београда, 1989.